# مدمرة كاغيرو اليابانية

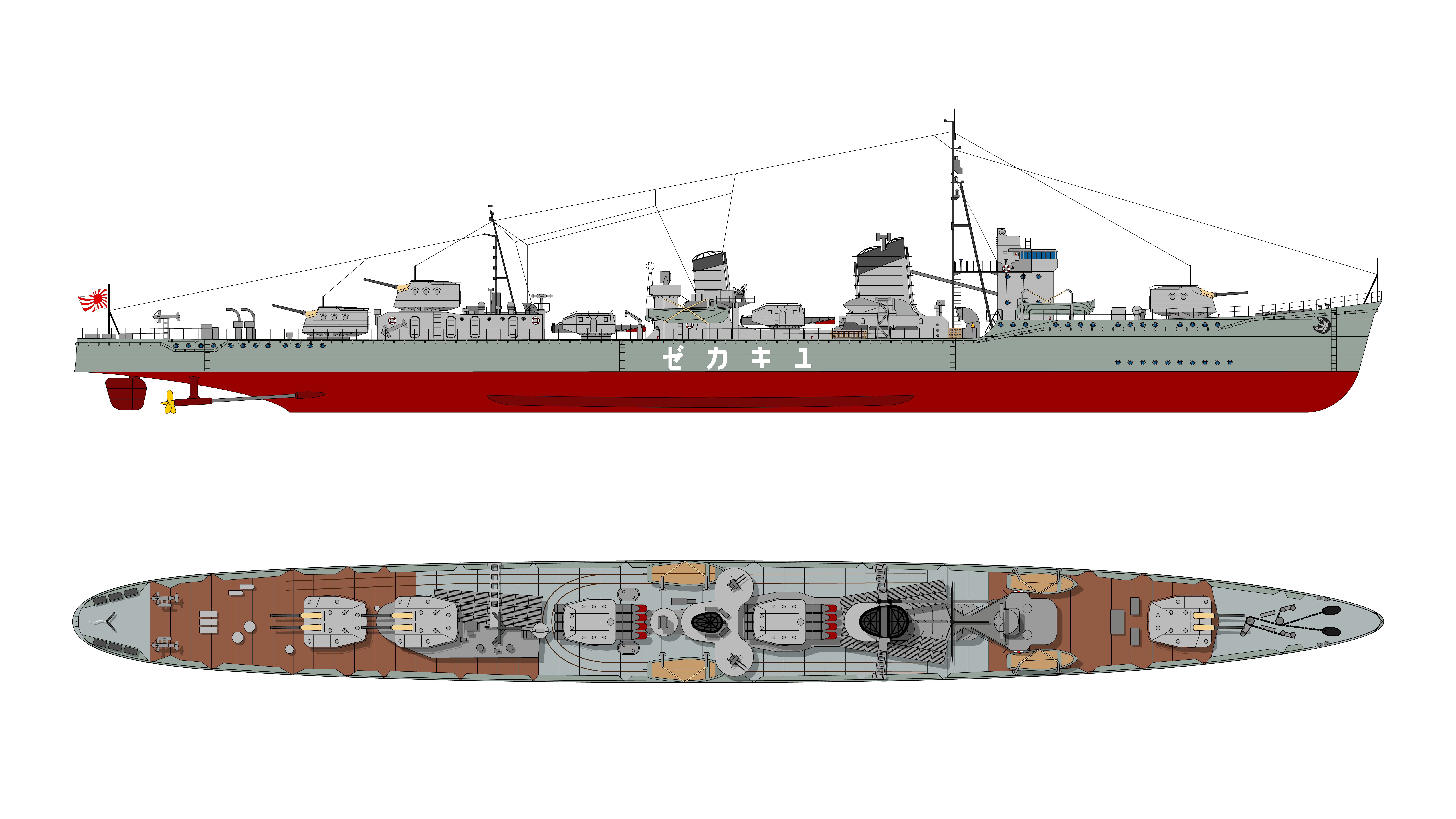

كاغيرو (باليابانية: 陽炎) ، هي سفينة حربية صغيرة الحجم سريعة الأداء، بنيت بتاريخ 3 سبتمبر عام 1937م، وادخلت في خدمة القوات البحرية اليابانية بتاريخ 27 سبتمبر عام 1938م، وتعرضت للغرق أثناء معارك الحرب العالمية الثانية بتاريخ 20 يونيو عام 1943م.

## وصلات خارجية
- CombinedFleet.com: Kagero-class destroyers
- CombinedFleet.com: Kagero history
- Nishida، Hiroshi. "Materials of IJN: Kagero class destroyer". Imperial Japanese Navy.
- Globalsecurity.org. "IJN Kagero class destroyers". مؤرشف من الأصل في 2019-05-23.